# Сан Ђорђо (Кунео)
Сан Ђорђо је насеље у Италији у округу Кунео, региону Пијемонт.
Према процени из 2011. у насељу је живело 42 становника. Насеље се налази на надморској висини од 337 м.